# Camelots du Roi

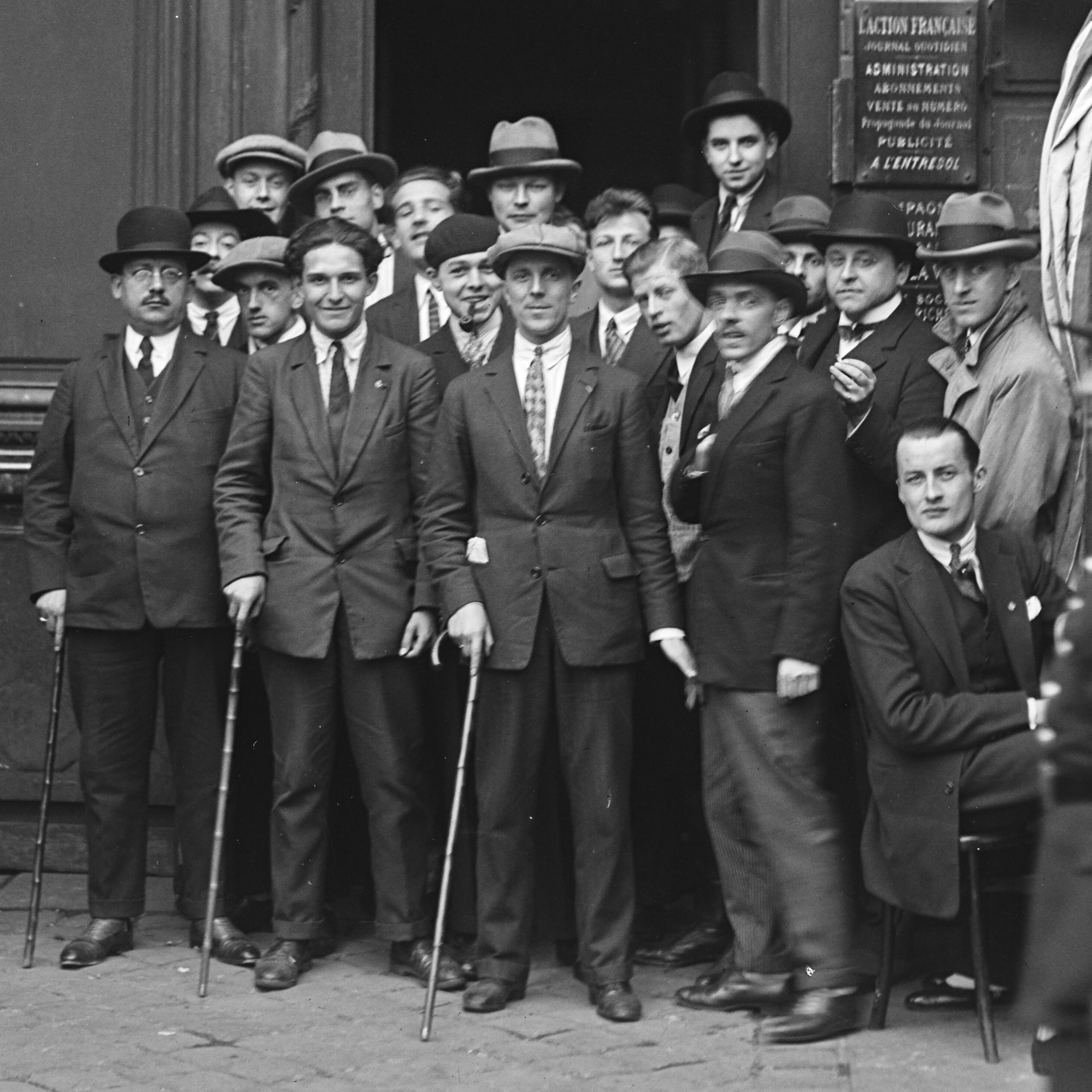
Camelots du roi davanti alla sede dell'Action française, rue de Rome a Parigi, 11 giugno 1927.

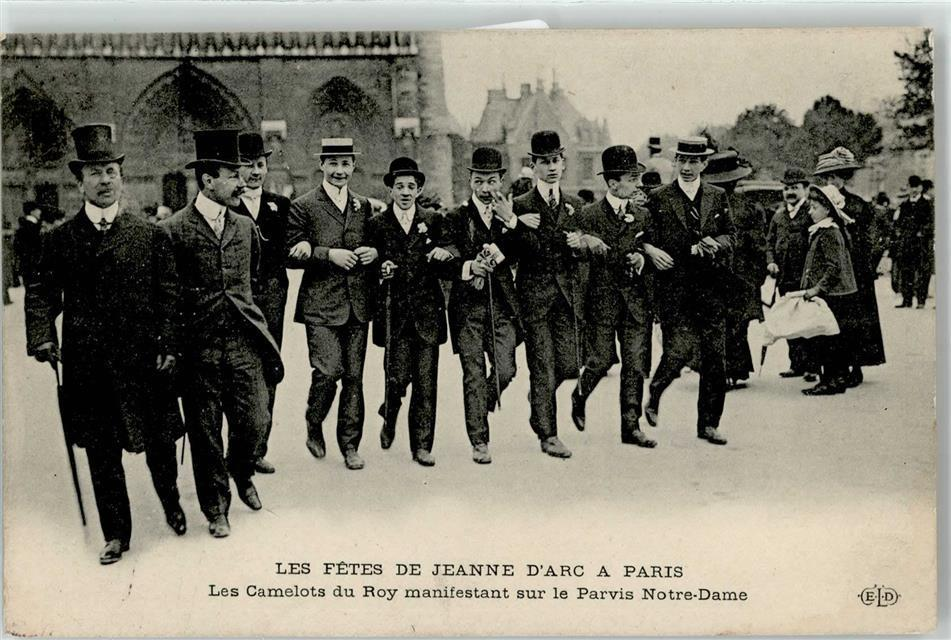
Camelots du Roi a Parigi, durante una celebrazione in onore di Giovanna d'Arco.

I Camelots du Roi furono un’organizzazione giovanile di estrema destra, legata al movimento monarchico, nazionalista e cattolico-integralista dell'Action Française di Charles Maurras e attiva in Francia nel primo trentennio del Novecento.

## Le origini

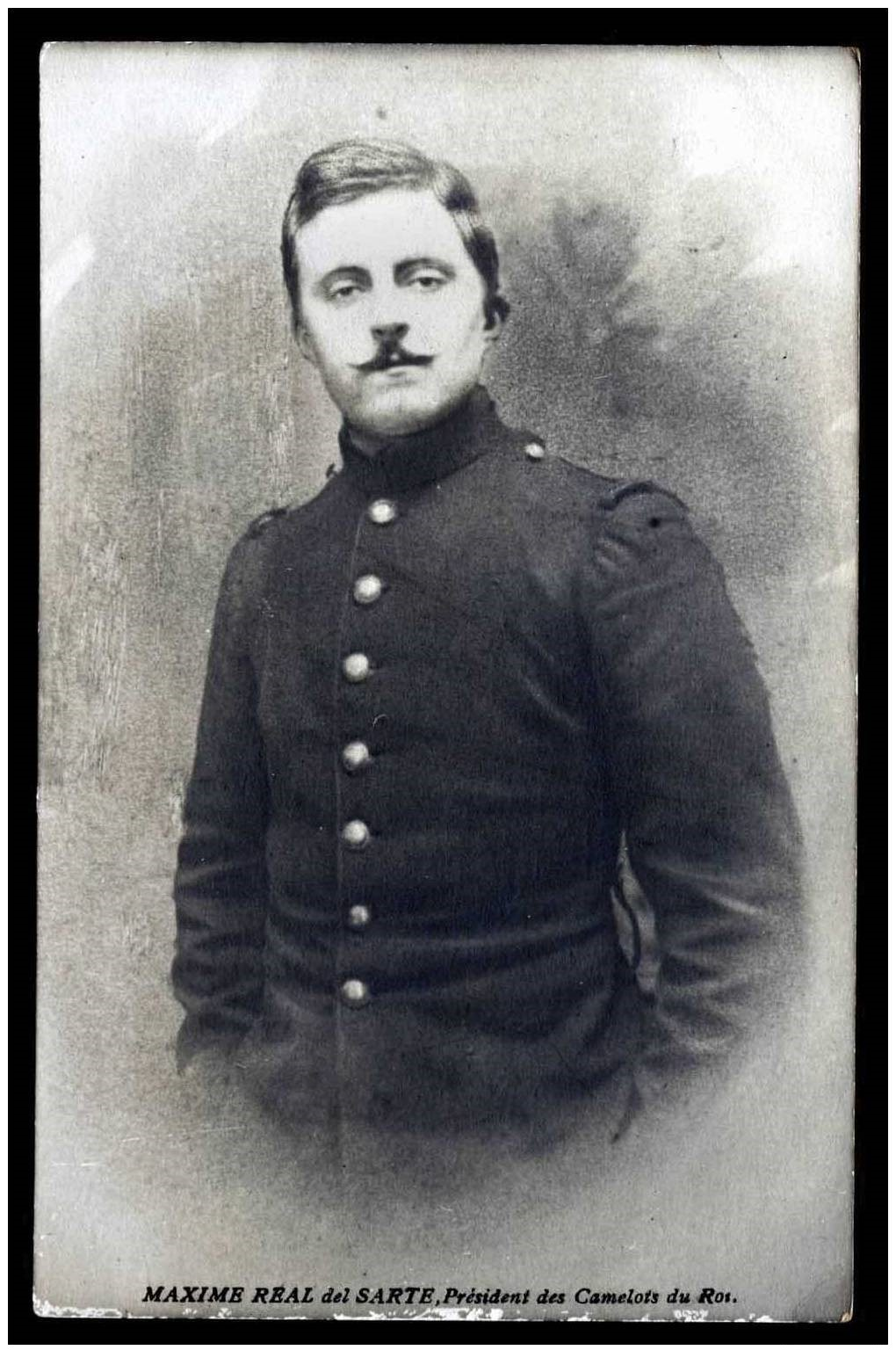
Maxime Real del Sarte, uno dei dirigenti dei Camelots du Roi.

Il nome del gruppo, nonostante quello che si potrebbe di primo acchito pensare, non alludeva alla leggendaria corte delle saghe arturiane, ma aveva un’origine ben più prosaica. Il termine camelot, in antico francese, significava infatti semplicemente stoffa, perlopiù di scarso valore, di pelo di capra o cammello (camelus, in latino) ed era passato a indicare, col tempo, non solo i mercanti di pellame, ma tutti coloro che, come costoro, vendevano la propria mercanzia per le strade. Da qui derivò un ulteriore passaggio semantico, che portò la parola camelots a indicare gli strilloni, ovvero coloro che erano incaricati della vendita in strada dei quotidiani. Il nome Camelots du Roi, dunque, significava alla lettera gli «strilloni del re». I primi Camelots, infatti, furono dei giovani studenti monarchici e antidreyfusardi che si erano messi a disposizione della redazione dell’Action Française (il giornale dell’omonimo movimento di Maurras), per vendere nelle vie delle città le copie della pubblicazione. Essi, solo in un secondo tempo, si diedero una vera e propria struttura organizzativa per impulso di Maurice Pujo, membro del comitato direttivo dell’Action Française, che assunse la direzione effettiva degli «strilloni del re» lasciando allo scultore Maxime Real del Sarte e a Henri de Lyons (uno dei componenti del sodalizio originario) le cariche, alquanto formali, di presidente e di segretario generale. Reclutati soprattutto tra i giovani universitari, al punto che il Quartiere Latino di Parigi era considerato una loro roccaforte, i Camelots assunsero comunque ben presto una fisionomia interprofessionale e interclassista, annoverando tra le loro file, oltre agli studenti del nucleo fondatore, anche impiegati e operai («[…] fraternamente uniti per il grande compito che era loro proposto, un ordine di cavalieri senza e macchia e senza paura», come ebbe immaginificamente a definirli Pujo), senza contare inoltre l’adesione al gruppo di celebri intellettuali come lo scrittore cattolico Georges Bernanos o di membri dell’entourage legittimista quali Jean de Barrau, segretario particolare del duca di Orléans (1869-1926), a sua volta figlio dell’orleanista conte di Parigi (1838–1894) e dunque erede al trono di Francia.

## La struttura organizzativa e le azioni degli anni dieci
Nel quadro della complessa e articolata struttura dell’Action Française (che annoverava una sorta di scuola di partito: l’Institut d’Action Française; una casa editrice: la Nouvelle Librairie Nationale; organizzazioni settoriali o di genere, come gli Etudiants d’Action Française, le Dames Royalistes e le Jeunes Filles Royalistes; addirittura un embrione di organo di collegamento con il mondo sindacale: il Cercle Proudhon), i Camelots si presentavano come una sorta di «squadra d’azione» ante litteram, gerarchicamente organizzata, che fungeva da «truppa d’assalto negli atti di violenza della “guerra santa” condotta dall’Action Française contro la Repubblica», e questo nonostante l’assenza, comune invero a tutta l’organizzazione maurrassiana, di quelle caratteristiche (come, per esempio, l’uso delle uniformi) che sarebbero state invece tipiche dei movimenti propriamente fascisti tra i due conflitti mondiali. Rissosi, spregiudicati e turbolenti, al punto di attirarsi le critiche anche dei circoli monarchici più legalisti e conservatori, i giovani maurrassiani, che tra l’altro non nascondevano le convinzioni antisemite prese in prestito dal leader dell’Action Française, si distinsero per l’abitudine di contestare sonoramente, con fischi e schiamazzi, le sentenze dei magistrati che processavano i loro compagni coinvolti in vicende giudiziarie («Ce sont de gens qui se fichent des lois, Vivent les Camelots du Roi!» recitava una loro canzone), né si tirarono mai indietro nelle frequenti occasioni di confronto fisico con i rivali di sinistra (tra il 1908 e il 1912 promossero, a Parigi e nei dipartimenti, dimostrazioni e cortei in onore di Giovanna d’Arco che spesso sfociarono in zuffe e scontri di piazza con gli avversari politici e provocarono l’intervento della polizia con arresti e relativi processi e condanne), al punto che furono in grado di adornare una sede dell’Action Française con le bandiere e gli stendardi strappati agli antagonisti sconfitti negli scontri di piazza. Celebri per il gusto dell’azione eclatante, a metà tra l’atto squadristico e la provocazione goliardica, nel 1908 i Camelots organizzarono una clamorosa dimostrazione di protesta alla Sorbona di Parigi contro il cours libre del professor Amédée Thalamas, un docente liceale di storia e geografia che a loro parere aveva denigrato la memoria di Giovanna d’Arco («Alla prima lezione [di Thalamas], compare un gruppo dei Camelots de Roi […]; il professore viene fischiato, fatto oggetto di lanci di proiettili di diverso tipo, finché uno dei Camelots non balza sulla cattedra e non schiaffeggia brutalmente l’inerme professore»), dopo di che, nonostante l’intervento della polizia per garantire il regolare svolgimento del corso, a causa di ulteriori intemperanze del gruppo le lezioni furono interrotte dalle autorità accademiche. Un altro episodio che suscitò un certo scalpore si verificò poco tempo dopo, quando Real del Sarte, durante un’udienza della Corte di Cassazione, accusò i giudici del tribunale di parzialità in favore di Alfred Dreyfus e fu di conseguenza condannato ad alcuni mesi di carcere.. I Camelots si fecero notare anche nei teatri parigini, protestando contro produzioni antireligiose o antipatriottiche, delle quali riuscirono in parecchi casi a impedire la rappresentazione (come accadde nel 1911, quando organizzarono una protesta contro una pièce teatrale di Henri Bernstein, un drammaturgo ebreo che accusavano di diserzione durante il servizio militare). Sempre agli attivisti maurrassiani vanno inoltre ascritte, in quegli anni tempestosi, le proteste (nel giugno 1908) contro il trasferimento al Pantheon delle ceneri del dreyfusardo Émile Zola (fuori dal tempio «si udivano le urla dei Camelots du Roi e dei gruppi nazionalisti che invei[vano] contro Zola e Dreyfus»); l’azione di Lucien Lacour, un militante che schiaffeggiò in pubblico addirittura il presidente del Consiglio Aristide Briand nel 1910; la dura contrapposizione, nel 1913, alle manifestazioni promosse dai partiti di sinistra in occasione del dibattito in Parlamento sulla proposta di legge di Jean-Louis Barthou che intendeva ristabilire il servizio militare triennale.

## Il primo dopoguerra: la crisi e lo scioglimento
Dopo la prima guerra mondiale, alla quale i Camelots offrirono un cospicuo tributo di sangue, il gruppo si ricostituì su nuove basi, restando però coinvolto, tra la metà degli anni Venti e l’inizio degli anni Trenta, nel graduale declino del movimento maurrassiano, al quale la condanna di papa Pio XI (dicembre 1926) aveva ridotto «l’afflusso di nuovi elementi provenienti dalle file della gioventù cattolica» e l’insoddisfazione per l’immobilismo politico e l’antiquato conservatorismo della classe dirigente iniziavano a sottrarre consensi e aderenze a vantaggio di nuove e più dinamiche organizzazioni di impronta prettamente fascistica. A riempire il vuoto creatosi con la crisi dell’Action Française, «che di fatto accetta[va] le regole del gioco della democrazia liberale», contribuirono infatti movimenti come il Faisceau, fondato nel novembre 1925 da George Valois e «opera degli elementi più militanti […] dell’Action Française sia delle altre leghe nazionali», verso il quale affluì un numero considerevole di iscritti e di quadri fuoriusciti dall’organizzazione maurrassiana (e dal suo braccio giovanile).  Ai Camelots, per qualche tempo, non mancò comunque la forza di mettere in atto altre iniziative clamorose come quelle del periodo d’anteguerra, quale fu, nel 1927, la liberazione del giornalista e scrittore Léon Daudet, detenuto alla Santé per un reato di stampa e rilasciato (per poi riparare in Belgio) in seguito ad alcune misteriose telefonate (probabilmente opera del servizio d’informazioni attivato dagli stessi Camelots) al direttore del carcere e fatte passare per chiamate dal Ministero dell’Interno. I Camelots parteciparono quindi, insieme ad altri sodalizi di destra, ai disordini del 1934 a Parigi e, dopo l’aggressione subita dal leader del Fronte Popolare Léon Blum a opera di militanti nazionalisti, furono sciolti per decreto, insieme ad altre organizzazioni similari, nel febbraio 1936.